# Seize the Day (album d'Hannibal Stax et de Marco Polo)
Pour les articles homonymes, voir Seize the Day.
Albums par Marco Polo
Newport Authority 2
(2013) PA2: The Director's Cut
(2013)
Seize the Day est un album collaboratif du rappeur Hannibal Stax et du producteur Marco Polo, sorti le 7 mai 2013.

## Liste des titres
| No  | Titre                           | Durée |
| --- | ------------------------------- | ----- |
| 1.  | Intro                           | 1:01  |
| 2.  | Head Nod                        | 4:38  |
| 3.  | B.K.L.Y.N.                      | 3:34  |
| 4.  | Seize the Day                   | 3:50  |
| 5.  | Real Good                       | 3:56  |
| 6.  | Warriorz Drum (featuring Torae) | 3:52  |
| 7.  | H!!!                            | 4:12  |
| 8.  | Gunz & Butter                   | 3:48  |
| 9.  | P.O.A.                          | 3:44  |
| 10. | Yeah Baby                       | 4:05  |
| 11. | Keep Grindin                    | 4:05  |
| 12. | iLL Recognize iLL               | 4:19  |
| 13. | Righteous Kill                  | 3:50  |
| 14. | Dreamer                         | 3:26  |
| 15. | 46 Bars of Death                | 3:20  |